# Huludao
Huludao (cinese: 葫芦岛市; pinyin: Húludǎo) è una città-prefettura della Cina nella provincia del Liaoning.